# Bareilly (huyện)
Huyện Bareilly là một huyện thuộc bang Uttar Pradesh, Ấn Độ. Thủ phủ huyện Bareilly đóng ở Bareilly. Huyện Bareilly có diện tích 4120 ki lô mét vuông. Đến thời điểm năm 2001, huyện Bareilly có dân số 3598701 người.